# Aglossostola diana
Aglossostola diana är en fjärilsart som beskrevs av William Schaus 1904. Aglossostola diana ingår i släktet Aglossostola och familjen nattflyn. Inga underarter finns listade i Catalogue of Life.